# 维多克·特鲁法诺夫
维多克·特罗菲莫维奇·特鲁法诺夫，自2006年至2011年擔任俄羅斯聯邦安全局邊防軍海巡隊指揮官。

## 生平事迹
维多克出生在哈萨克苏维埃社会主义共和国庫斯塔奈州的博羅夫斯科伊 ，生于1952年12月6日。1974年毕业于阿拉木图高级指挥学院，之后戍守于KGB边境理事会。于1984年毕业于KGB的德兹金斯凯高级学院。自1974年到2003年他服务于俄罗斯的KGB和FSB。自2003年，他被派往俄羅斯聯邦安全局邊防軍海巡隊服務。目前已婚，有一个女儿。

## 荣誉
他的国家授予他：
- 军功奖章
- 保卫国家边境USSR奖章
- 公认金武士奖
- 荣誉奖

还有其他的一些系列部门纪念奖。

## 外部連結
- （俄文）